# سرجة (إدلب)
سرجة قرية سورية تتبع ناحية مركز أريحا في منطقة أريحا في محافظة إدلب. بلغ عدد سكانها 3845 نسمة في عام 2004 حسب إحصاء المكتب المركزي للإحصاء.